# Okounkovití
Okounkovití (Centrarchidae) jsou čeleď paprskoploutvých ryb.

## Systematika
Za popisnou autoritu okounkovitých je pokládán nizozemský přírodovědec Pieter Bleeker (1859). Na základě tradiční systematiky spadali okounkovití do sběrného řádu ostnoploutví (Perciformes), současná systematika čeleď klasifikuje v rámci řádu Centrarchiformes. Navzdory českému jménu nejsou okounkovití blízce příbuzní pravým okounovitým (Percidae).
Následující seznam platných recentních rodů je aktuální k 31. květnu 2025 a vychází z Eschmeyer's Catalog of Fishes:
- podčeleď Centrarchinae
  - Acantharchus Gill, 1864
  - Ambloplites Rafinesque, 1820
  - Archoplites Gill, 1861
  - Centrarchus Cuvier, 1829
  - Enneacanthus Gill, 1864
  - Pomoxis Rafinesque, 1818
- podčeleď Lepominae
  - Lepomis Rafinesque, 1819
  - Micropterus Lacepède, 1802

Některé zdroje sem klasifikují i rod Elassoma.

## Charakteristika

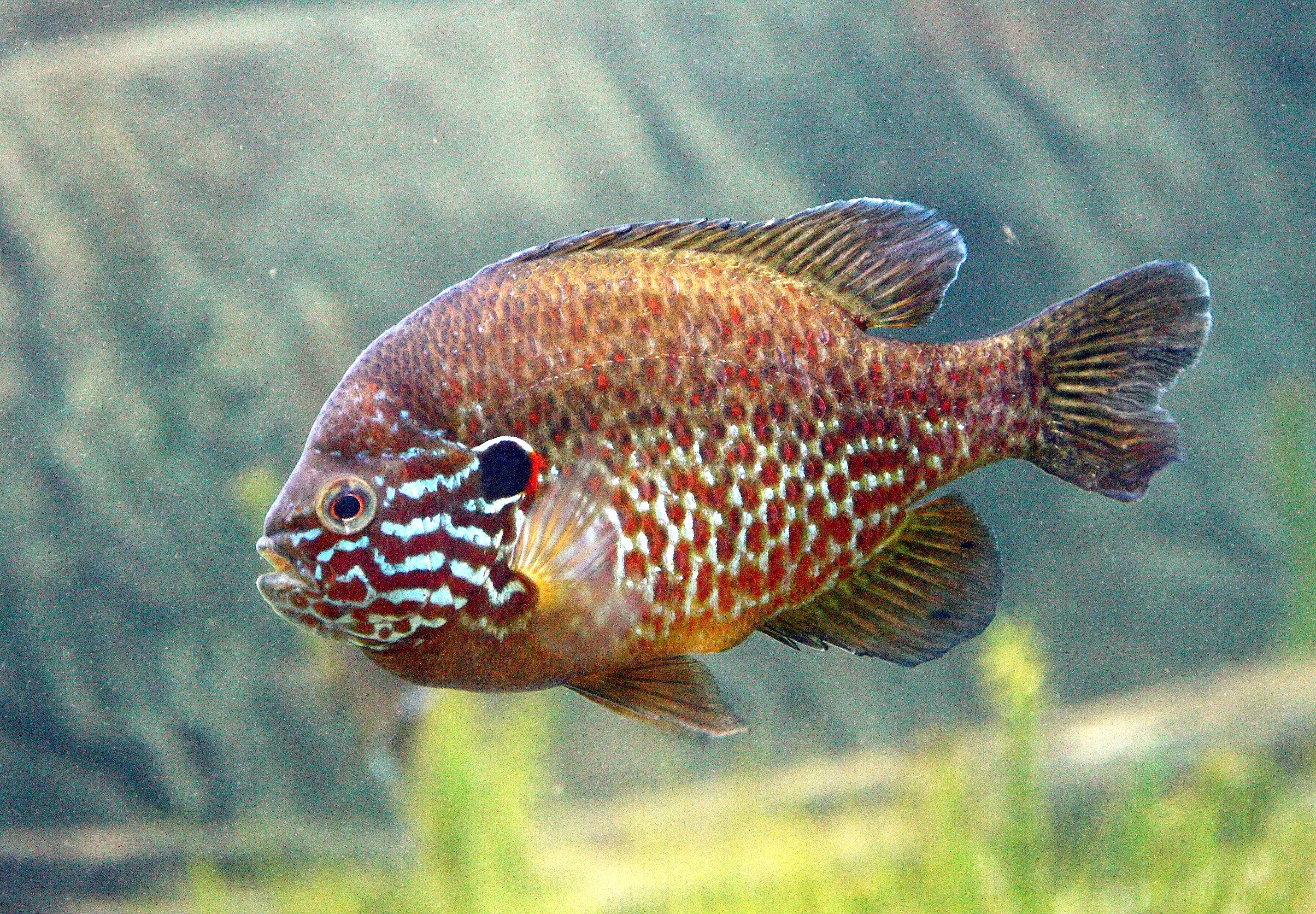
Slunečnice pestrá (Lepomis gibbosus)

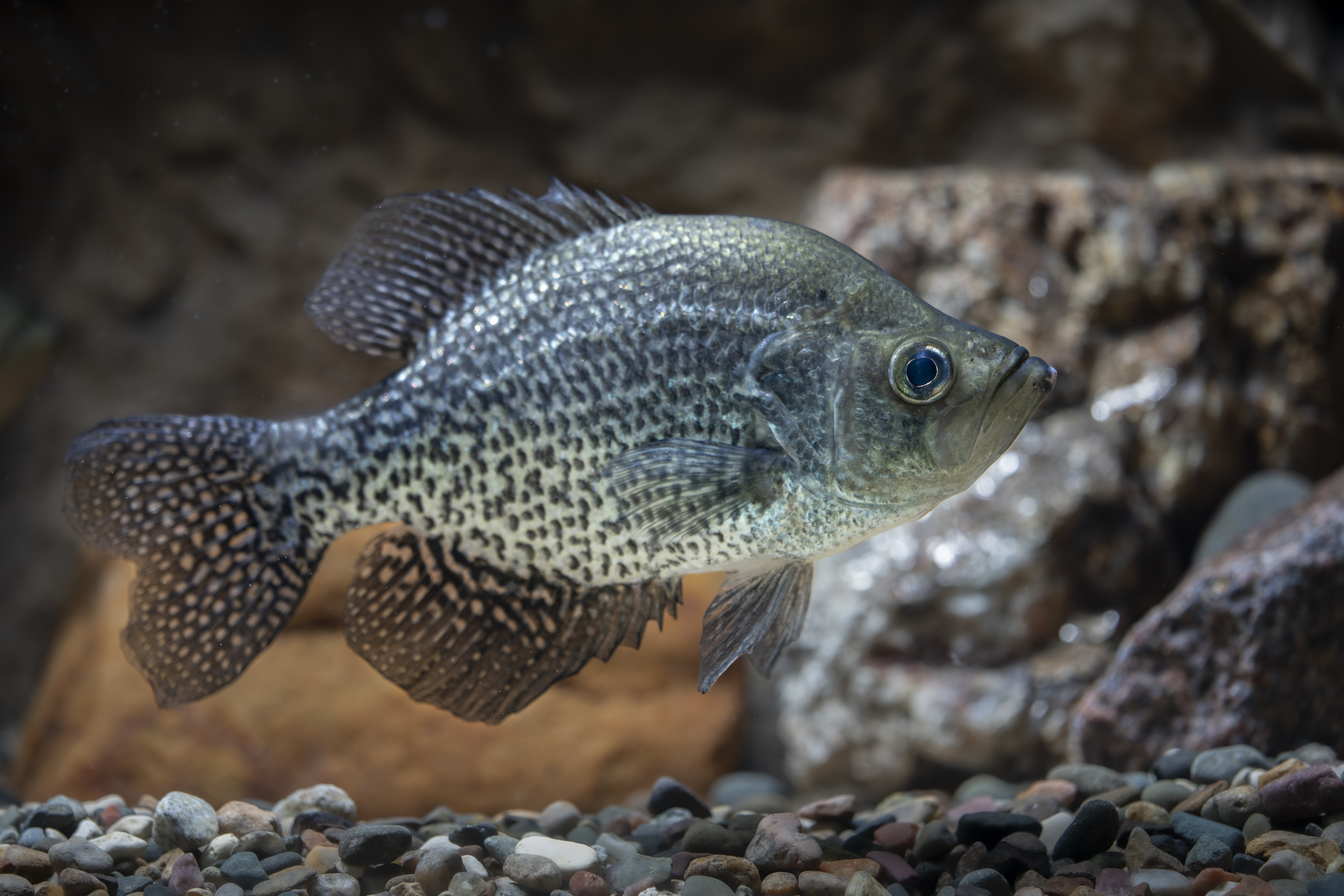
Okounek černoskvrnný (Pomoxis nigromaculatus)

Největší zástupci okounkovitých, konkrétně okounek pstruhový (Micropterus salmoides), dosahují délky přes 80 cm. Zástupci této rybí čeledi se vyznačují zejména atypickou hřbetní ploutví, která je tvarována do dvou částí, z toho přední část tvoří 5–13, resp. většinou 10–12 trnů. Řitní ploutev nese 3 nebo 5 trnů, byť tento počet není pro všechny zástupce čeledi jednotný. Na hrdle se nachází 6–7 branchiostegalií, přičemž žaberní membrána je rozdělená. Na těle je patrná postranní čára, jež však nemusí být úplná.
Původní areál výskytu zahrnuje sladkovodní a někdy též brakické biotopy Severní Ameriky. Různí zástupci okounkovitých však byli introdukováni po celém světě, přičemž se mezi nimi následně etablovaly také některé invazní druhy. Na českém území došlo již od 19. století k zavlékání okounka pstruhového, slunečnice pestré (Lepomis gibbosus) a okounka černého (Micropterus dolomieu), na začátku 21. století zde však tyto druhy žily buď vzácně, anebo vůbec.
Okounkovití se živí dravě, přičemž několik zástupců se potravně specializovalo na měkkýše (např. slunečnice příčnopruhá, odb. Lepomis microlophus). Některé druhy přizpůsobují svůj jídelníček podle přítomnosti konkurenčních rybích druhů. Charakteristické chování okounkovitých představuje stavba hnízd, která si samci hloubí v substrátu prostřednictvím ocasu a následně se jimi snaží přivábit jednu či více samic. Samice do hnízd následně kladou vajíčka. Samci většiny okounkovitých chrání potomstvo alespoň do jeho vylíhnutí, některé druhy však zůstávají i s mláďaty, a to až po dobu několika týdnů.